# Melody (piosenkarka)
Melody, właśc. Melodía Ruiz Gutiérrez (ur. 12 października 1990 w Dos Hermanas) – hiszpańska piosenkarka. Reprezentantka Hiszpanii w 69. Konkursie Piosenki Eurowizji (2025).

## Kariera
Zadebiutowała w 2001 w wieku 10 lat wydając debiutancki album studyjny De pata negra, który uzyskał sprzedaż na poziomie 600 tys.[wymaga weryfikacji?] egzemplarzy na całym świecie. W 2002 wystąpiła na festiwalu muzycznym Viña del Mar International Song Festival. 10 czerwca 2002 wydała swój drugi album Muévete. W 2003 była nominowana w konkursie Billboard Latin Music Awards w kategorii Latin Pop Album of the Year, New Artist.
W 2009 brała udział w hiszpańskich preselekcjach Eurovisión 2009: El retorno z piosenką „Amante de la luna”, które wyłaniały reprezentanta Hiszpanii w Konkursie Piosenki Eurowizji 2009 w Moskwie. 28 lutego 2009 w finale preselekcji zajęła 2. miejsce. W 2013 wzięła udział w programie Tu cara me suena, gdzie zajęła drugie miejsce.
W październiku 2024 była gościnnym jurorem w 4 sezonie programu Drag Race España. 12 listopada 2024 z utworem „Esa diva” znalazła się na liście uczestników festiwalu Benidorm Fest 2025, będącego hiszpańskimi eliminacjami do 69. Konkursu Piosenki Eurowizji. 1 lutego 2025 zwyciężyła finał preselekcji, otrzymując tym samym prawo do reprezentowania Hiszpanii w Konkursie Piosenki Eurowizji 2025 w Bazylei.

## Dyskografia

### Albumy
| Rok                                                     | Dane dot. albumu                                                                                           | Najwyższa pozycja na liście | Najwyższa pozycja na liście | Najwyższa pozycja na liście | Certyfikat                                                                         |
| Rok                                                     | Dane dot. albumu                                                                                           | SPA                         | US Latin                    | US Latin Pop                | Certyfikat                                                                         |
| ------------------------------------------------------- | --- | --------------------------- | --------------------------- | --------------------------- | ---------------------------------------------------------------------------------- |
| 2001                                                    | De pata negra - Wydany: 11 czerwca 2001 - Wytwórnia: Epic, Sony Music - Format: CD, CC                     | 2                           | 27                          | 12                          | - ESP: 2x platynowa płyta (ponad 2x100 tys.) - US: platynowa płyta (ponad 60 tys.) |
| 2002                                                    | Muévete - Wydany: 9 czerwca 2002 - Wytwórnia: Epic, Sony Music - Formaty: CD, CC                           | 27                          | 70                          | –                           |                                                                                    |
| 2003                                                    | T.Q.M. - Wydany: 23 czerwca 2003 - Wytwórnia: Warner Music Group - Formaty: CD,                            | 84                          | –                           | –                           |                                                                                    |
| 2004                                                    | Melodía - Wydany: 18 października 2004 - Wytwórnia: Sony Music - Formaty: CD                               | 33                          | –                           | –                           |                                                                                    |
| 2008                                                    | Los buenos días - Wydany: 8 lipca 2008 - Wytwórnia: Disparate Records - Formaty: CD, Digital download      | 70                          | –                           | –                           |                                                                                    |
| 2014                                                    | Mucho camino por andar - Wydany: 9 czerwca 2014 - Wytwórnia: Rumba Records - Formaty: CD, Digital download | –                           | –                           | –                           |                                                                                    |
| „–” oznacza, że album nie był notowany na danej liście. | |                             |                             |                             |                                                                                    |

### Single
| Rok  | Tytuł                         | Album                  |
| ---- | ----------------------------- | ---------------------- |
| 2001 | „El Baile del Gorila”         | De Pata Negra          |
| 2001 | „De Pata Negra”               | De Pata Negra          |
| 2001 | „La Calculadora”              | De Pata Negra          |
| 2001 | „Papi, ¿Qué Me Pasa a Mí?”    | De Pata Negra          |
| 2001 | „Besos de Cristal”            | De Pata Negra          |
| 2002 | „Muévete”                     | Muévete                |
| 2002 | „Cuidado Con el Toro”         | Muévete                |
| 2002 | „De Hombro a Hombro”          | Muévete                |
| 2003 | „Será”                        | T.Q.M                  |
| 2003 | „Dabadabadá”                  | T.Q.M                  |
| 2003 | „No Sé”                       | T.Q.M                  |
| 2003 | „Bésame Drácula”              | T.Q.M                  |
| 2003 | „Canción de Meg”              | Ellas & Magia          |
| 2004 | „Y Ese Niño”                  | Melodía                |
| 2004 | „La Novia Es Chiquita”        | Melodía                |
| 2004 | „Loca”                        | Melodía                |
| 2008 | „Te Digo Adiós”               | Los Buenos Días        |
| 2008 | „Los Buenos Días”             | Los Buenos Días        |
| 2008 | „Nadie”                       | Los Buenos Días        |
| 2008 | „Sin Ti A Mi Lado”            | Los Buenos Días        |
| 2009 | „Amante de la Luna”           | –                      |
| 2012 | „Ten Cuidaíto”                | Mucho Camino Por Andar |
| 2014 | „Hoy Me Voy” (feat. DJ Pana)  | Mucho Camino Por Andar |
| 2014 | „Cuánto Me Cuesta”            | Mucho Camino Por Andar |
| 2014 | „Gritaré”                     | Mucho Camino Por Andar |
| 2014 | „Mucho Camino Por Andar”      | Mucho Camino Por Andar |
| 2015 | „In My Mind”                  | –                      |
| 2018 | „Parapapá”                    | –                      |
| 2019 | „Rúmbame”                     | –                      |
| 2019 | „Magnetismo (Acústico)”       | –                      |
| 2020 | „No Sé (Acústico)”            | –                      |
| 2020 | „Pepe, Y Ese Niño (Acústico)” | –                      |
| 2020 | „Las Cosas del Amor”          | –                      |
| 2021 | „Sin Ley”                     | –                      |
| 2022 | „Sobe Son”                    | –                      |
| 2023 | „Mujer Loba”                  | –                      |
| 2023 | „El Trato”                    | –                      |
| 2024 | „Y Cómo Es Él?”               | –                      |
| 2024 | „Fue Tan Poco Tu Cariño”      | –                      |
| 2024 | „Umbrella”                    | –                      |
| 2024 | „El Mundo”                    | –                      |
| 2024 | „Bandido”                     | –                      |
| 2024 | „Esa diva”                    | –                      |
| 2025 | „El Apagón”                   | –                      |